# (21411) Abifraeman
(21411) Abifraeman (1998 FY66) – planetoida z pasa głównego asteroid okrążająca Słońce w ciągu 3,83 lat w średniej odległości 2,45 j.a. Odkryta 20 marca 1998 roku.